# 末広町 (大阪市)
末広町（すえひろちょう）は、大阪府大阪市北区にある町名。丁番を持たない単独町名である。

## 地理
大阪市北区の東部に位置。東は天神橋筋を挟んで天神橋3丁目、南は南森町、西は阪神高速12号守口線を挟んで南扇町、北は扇町通を挟んで扇町に接する。
同心1丁目・与力町とともに、寺町通りの北側に寺院が並ぶ天満東寺町の一部を含み、大坂町奉行所与力の大塩平八郎ゆかりの寺院である成正寺や蓮興寺が建ち並ぶ。

## 歴史
元は西成郡川崎村の一部。東西を天神橋筋（天神橋筋商店街）沿いと天満堀川東岸を町域とする大坂三郷の綿屋町に挟まれ、南は天満東寺町の一画と接していた。
1873年（明治6年）に天満東寺町の智源寺・蓮興寺・妙福寺・成正寺の4ヶ寺とともに大阪北大組へ編入され、末広町が起立。なお、前年の1872年（明治5年）には綿屋町の天神橋筋沿いが天神橋筋3丁目の一部に改編され、以降の綿屋町は天満堀川東岸のみを町域とした。
1978年（昭和53年）に綿屋町の寺町通り以北を末広町へ編入し、同時に末広町の天神橋筋（府道14号）以東が天神橋3丁目の一部に改編され、現在の町域となった。

## 世帯数と人口
2019年（平成31年）3月31日現在の世帯数と人口は以下の通りである。
| 町丁   | 世帯数  | 人口  |
| ------ | ------- | ----- |
| 末広町 | 456世帯 | 594人 |

### 人口の変遷
国勢調査による人口の推移。
| 1995年（平成7年）  | 294人 | [ 5 ] |  |
| 2000年（平成12年） | 456人 | [ 6 ] |  |
| 2005年（平成17年） | 534人 | [ 7 ] |  |
| 2010年（平成22年） | 612人 | [ 8 ] |  |
| 2015年（平成27年） | 579人 | [ 9 ] |  |

### 世帯数の変遷
国勢調査による世帯数の推移。
| 1995年（平成7年）  | 212世帯 | [ 5 ] |  |
| 2000年（平成12年） | 353世帯 | [ 6 ] |  |
| 2005年（平成17年） | 437世帯 | [ 7 ] |  |
| 2010年（平成22年） | 471世帯 | [ 8 ] |  |
| 2015年（平成27年） | 431世帯 | [ 9 ] |  |

## 学区
市立小・中学校に通う場合、学区は以下の通りとなる。北区内の全ての市立中学校と、大阪市内の小中一貫校が対象で学校選択が可能（抽選を実施）。
| 番・番地等 | 小学校             | 中学校             |
| ---------- | ------------------ | ------------------ |
| 全域       | 大阪市立堀川小学校 | 大阪市立北稜中学校 |

## 事業所
2016年（平成28年）現在の経済センサス調査による事業所数と従業員数は以下の通りである。
| 町丁   | 事業所数  | 従業員数 |
| ------ | --------- | -------- |
| 末広町 | 127事業所 | 1,846人  |

## 施設
- 成正寺 - 大塩平八郎墓所
- 蓮興寺 - 大塩家墓所
- 妙福寺
- 関西医科専門学校
- キャラ

かつて存在した施設
- 日本教育テレビ

## 交通

### 鉄道
- 地下鉄堺筋線「扇町駅」

### 道路
高速道路
- 阪神高速12号守口線

主要地方道
- 大阪府道・京都府道14号大阪高槻京都線（天神橋筋）
- 大阪市道大阪環状線（扇町通）

### 路線バス
大阪市営バス
- 扇町

## その他

### 日本郵便
- 〒530-0053[3]（集配局：大阪北郵便局[12]）